# Malaka (serie de televisión)
Malaka es una serie española de televisión policíaca de thriller creada por Daniel Corpas y Samuel Pinazo para TVE. La serie, protagonizada por Maggie Civantos, Salva Reina y Vicente Romero, es producida por Globomedia y cuenta con Javier Olivares (cocreador y showrunner de El Ministerio del Tiempo, también de TVE) como productor ejecutivo. Fue preestrenada el 2 de septiembre de 2019 en el FesTVal y se estrenó en La 1 el 9 de septiembre de 2019.
La serie es un tributo a las gentes, el ambiente y la solera de la ciudad de Málaga. Entre sus más próximas reminiscencias se encuentran Rinconete y Cortadillo y la serie de TVE Juncal, entre otras.

## Trama
Tres agentes de la ley - Darío, un agente corrupto que conoce las calles a fondo. Blanca, una agente de élite que vuelve a Málaga después de unos años en Madrid y Quino, un detective privado y expolicía - deben resolver dos casos policiales: el del asesinato de Noelia, la hija de un importante empresario, cuyo cadáver ha aparecido flotando en el puerto de Málaga; y el de una nueva droga que ha despertado el interés de las bandas de narcotráfico de la ciudad, haciendo que estalle una guerra entre todas ellas.

## Reparto

### Reparto principal
- Maggie Civantos – Blanca Gámez
- Salva Reina – Darío Arjona "Gato"
- Vicente Romero – Joaquín "Quino" Romero
- Alejandro Casaseca – Felipe Monzón

### Reparto recurrente
- Antonio Gil – Germán Castañeda
- Manuel Morón – Esteban Sarabia
- Laura Baena Torres – Asunción Cortés "La Tota"
- Susana Córdoba – Salomé
- Pilar Gómez – Nines
- Ignacio Mateos – Israel Cruz "El Barra"

con la colaboración especial de
- Cuca Escribano – Olga de la Coba

### Reparto episódico
- Helena Kaittani – Noelia Castañeda
- Emilio Palacios – Álvaro
- Víctor Castilla – Vicente Cortés "El Suizo"
- Héctor Meres – Jesús Pacheco "El Malo"
- Patrick Mitogo – Ibra
- Marco Cerezo – Perico
- David Tortosa – Enmanuel Manfredi
- Sara Álvarez – Inés
- Noemí Ruiz – Ruth Bravo
- Abdelatif Hwidar – Nabil Hareke
- Younes Bachir – Rachid

## Capítulos
| N.º | Título                                    | Dirigido por     | Escrito por                                                | Fecha de emisión original | Audiencia         |
| --- | ----------------------------------------- | ---------------- | ---------------------------------------------------------- | ------------------------- | ----------------- |
| 1   | «Fenicios»                                | Marc Vigil       | Daniel Corpas y Samuel Pinazo                              | 9 de septiembre de 2019   | 1 874 000 (13,5%) |
| 2   | «Vivir dentro de una piedra»              | Chiqui Carabante | Daniel Corpas, Samuel Pinazo, Sergio Sarria y Luismi Pérez | 9 de septiembre de 2019   | 1 523 000 (15,6%) |
| 3   | «Tú no sabes quién soy yo»                | Chiqui Carabante | Daniel Corpas, Samuel Pinazo e Isa Sánchez                 | 16 de septiembre de 2019  | 1 341 000 (9,0%)  |
| 4   | «La palabra es plata, el silencio es oro» | Catxo López      | Daniel Corpas, Samuel Pinazo y Santi Díaz                  | 23 de septiembre de 2019  | 1 150 000 (8,0%)  |
| 5   | «El secreto de Kali»                      | Catxo López      | Daniel Corpas, Samuel Pinazo e Isa Sánchez                 | 30 de septiembre de 2019  | 1 269 000 (8,5%)  |
| 6   | «Alquimia»                                | Carles Torrens   | Daniel Corpas, Samuel Pinazo, Sergio Sarria y Luismi Pérez | 7 de octubre de 2019      | 1 233 000 (8,4%)  |
| 7   | «Mañana todo aquí será como ayer»         | Carles Torrens   | Daniel Corpas, Samuel Pinazo, Luismi Pérez y Sergio Sarriá | 14 de octubre de 2019     | 1 246 000 (8,3%)  |
| 8   | «Y yo cobro»                              | Chiqui Carabante | Daniel Corpas, Samuel Pinazo, Isa Sánchez y Jordi Calafí   | 21 de octubre de 2019     | 1 173 000 (7,5%)  |

## Producción
La serie, creada por Daniel Corpas y Samuel Pinazo, compitió en los "Pitching Awards" de la segunda edición del festival Conecta Fiction en 2018. En el festival, ganó el Premio Fundación SGAE, otorgándole un contrato de desarrollo para RTVE. El 23 de enero de 2019, TVE anunció oficialmente el desarrollo de la serie, con Maggie Civantos, Salva Reina y Vicente Romero como protagonistas, y con el cocreador y showrunner de El Ministerio del Tiempo, Javier Olivares, y el director principal de la serie, Marc Vigil, como productores ejecutivos. El rodaje de la serie tuvo lugar desde abril hasta julio de 2019 en Málaga, Andalucía.

## Lanzamiento

### Marketing
El tráiler de la serie fue lanzado el 21 de junio de 2019.

### Estreno
En agosto de 2019, se anunció que la serie será proyectada por primera vez el 2 de septiembre de 2019 en el FesTVal. El 3 de septiembre de 2019 se anunció que la serie se estrenaría en La 1 el 9 de septiembre de 2019.

## Recepción

### Crítica
Malaka ha recibido críticas mixtas a positivas por parte de la crítica especializada. Laura Pérez de Vertele citó de forma positiva el tono "oscuro e incómodo" de la serie y la describió como una "rareza en el género [del thriller] que muestra su versión más indie en un entorno tan inesperado como la cadena pública", además de elogiar las interpretaciones de Maggie Civantos y Salva Reina, pero dio una reacción más mixta de la decisión de la serie en enfocarse más en los personajes que en la trama, sobre la cual dijo que "probablemente con el paso de los capítulos [jugará] a su favor" pero que "no favorece al resultado de su primer capítulo", donde dijo que "se echa en falta un punto de giro o, al menos, que ocurra algo que te mantenga expectante" Cristian Quijorna de FormulaTV fue un poco más crítico con la serie, citando su gran apuesta (el hiperrealismo) como su "gran inconveniente" y que, lejos de hacer de Malaka una serie "culto, diferente, alternativa e innovadora", la hacía "una serie con un piloto al que le sobran minutos y [le] falta acción y coherencia", además de criticar también al piloto por "pecar de introductivo" y por no enfocarse en lograr "un equilibrio mucho más claro entre ritmo, interés y coherencia narrativa", pero sí elogió su enfoque en la ciudad de Málaga (donde la serie se sitúa) y también las interpretaciones de Civantos y Reina, especialmente de este último por su cambio de registro. Álvaro Onieva de Fuera de series describió a Malaka como una serie "difícil de digerir" y al primer capítulo como una "constante desorientación", y aunque elogió la serie por intentar ser más "naturalista" y no ser "esclava del giro loco o del cliffhanger" a favor de que "las secuencias respiren", también criticó que "no se puede poner todo eso al servicio del tedio" David Saiz de Ecoteuve dijo que "resulta difícil" entrar en la historia [de la serie] y "aguantar la tentación de dejarlo y buscar otra cosa en televisión", advirtiendo a los espectadores que se armen de paciencias para ver los dos primeros capítulos, además de criticar la lentitud del primer capítulo y su retrato de los bajos fondo de Málaga como "un realismo tan amargo [...] que a veces de hace excesivo", pero elogió a los actores, a los personajes, y dijo que la historia "puede llegar a resultar interesante", diciendo que a partir del segundo capítulo se empieza a aclarar el argumento. Juan M. Fdez de Bluper describió a Malaka como "la apuesta más arriesgada [de TVE] hasta la fecha" y como una "serie de silencios, de pausas, de confusiones" donde "es difícil adivinar su trama" ya que "durante el primer capítulo va deslizándose por una capa inferior que no termina de salir a flote hasta el último momento" donde los personajes "se van presentando ellos solos" y donde "todo empieza a rodar y tomar ritmo en su segundo episodio", además de elogiar las interpretaciones ya no solo de Civantos y Reina, sino también de Vicente Romero y de la menos conocida Laura Baena Torres, además de la dirección, la producción y la fotografía, y concluyó su crítica agradeciendo que TVE "haya decidido tomar por fin un riesgo verdadero" y que "puede y debe hacer una de estas series al año, ser banco de pruebas y trampolín para nuevos creadores". Fernando Vílchez de Las cosas que nos hacen felices la ha descrito como "un thriller tan denso como el fango" para apuntillar que "Malaka es una serie que promete, y mucho".
Miguel Ángel Rodríguez de El Televisero dio una crítica bastante negativa a la serie describiendo el ritmo de la serie como algo que "puede acabar con la paciencia del espectador generando cansancio y poco interés hacia el producto", la mayoría de las actuaciones como "más que forzadas y poco naturales", la fotografía como "cruda y oscura" y el primer capítulo como "bastante peor que en el segundo", además de tildar la historia de "lenta" y las tramas de "poco interesantes", salvando únicamente las actuaciones de Civantos y Reina, y concluyendo que la serie encajaría mejor en una cadena de pago y que "[sería] complicado que sea del agrado de las grandes masas de la televisión en abierto". Adriano Moreno de la Cadena SER fue mucho menos negativo pero igual de crítico con el primer capítulo de la serie, el cual, según él, "obliga al espectador a pasar por unos soporíferos 50 minutos llenos de silencios, sonido ambiente y un thriller que es de todo menos trepidante" y que "resulta imposible saber de qué va la serie hasta los últimos minutos de su primer capítulo", por lo cual, a pesar de la "eficacia técnica y artística" de la serie, la tildó de "fallida", aunque, al igual que otros críticos, agradeció la apuesta de TVE por productos más ambiciosos y su intento por resarcirse de los errores del pasado.